# Matucana aureiflora
Matucana aureiflora es una especie de planta del género Matucana, familia Cactaceae, orden Caryophyllales. Es una planta endémica del Perú.

## Descripción
Matucana aureiflora generalmente crece individualmente con brotes aplanados, esféricos y de color verde oscuro brillante de hasta 13 centímetros de diámetro. Hay de once a 27 costillas romas formadas por cúspides planas. Las espinas firmes, curvadas de amarillo a amarillo pardusco son más oscuras en su base. Tiene hasta cuatro espinas centrales, que también pueden faltar, tienen entre 1,2 y 2,5 centímetros de largo. Tiene de ocho a 14 espinas radiales dispuestas en forma de peine que alcanzan una longitud de 0,7 a 1,8 centímetros.
Las flores radiales, anchas y en forma de embudo, son de color amarillo dorado. Miden de 3 a 4.5 pulgadas de largo y hasta 4 pulgadas de diámetro. La longitud de las frutas en forma de huevo y de color algo púrpura es de 1,4 centímetros. Su diámetro es de hasta 1 centímetro.

## Distribución
Matucana aureiflora es común en la región peruana de Cajamarca en altitudes de entre 2800 a 2900 metros.
Fue descrita por primera vez en 1965 por el botánico alemán Friedrich Ritter. Los sinónimos son Submatucana aureiflorus (F.Ritter) Backeb. (1966) y Borzicactus aureiflorus (F.Ritter) Donald (1971).
En la Lista Roja de Especies Amenazadas de la UICN, la especie está clasificada como "En Peligro Crítico (CR)". H. catalogada como en peligro crítico.
Entre las subespecies y variedades tenemos:
- Matucana aureiflora var. elata hort., Kníže. Distribución: Cajamarquilla, Cajamarca, Perú.
- Matucana celendinensis F.Ritter. Distribución: Balsas 4, Amazonas, Perú.

## Libros
- Edward Frederick Anderson: Das große Kakteen-Lexikon. Eugen Ulmer KG, Stuttgart 2005, ISBN 3-8001-4573-1, S. 417–418.

## Galería

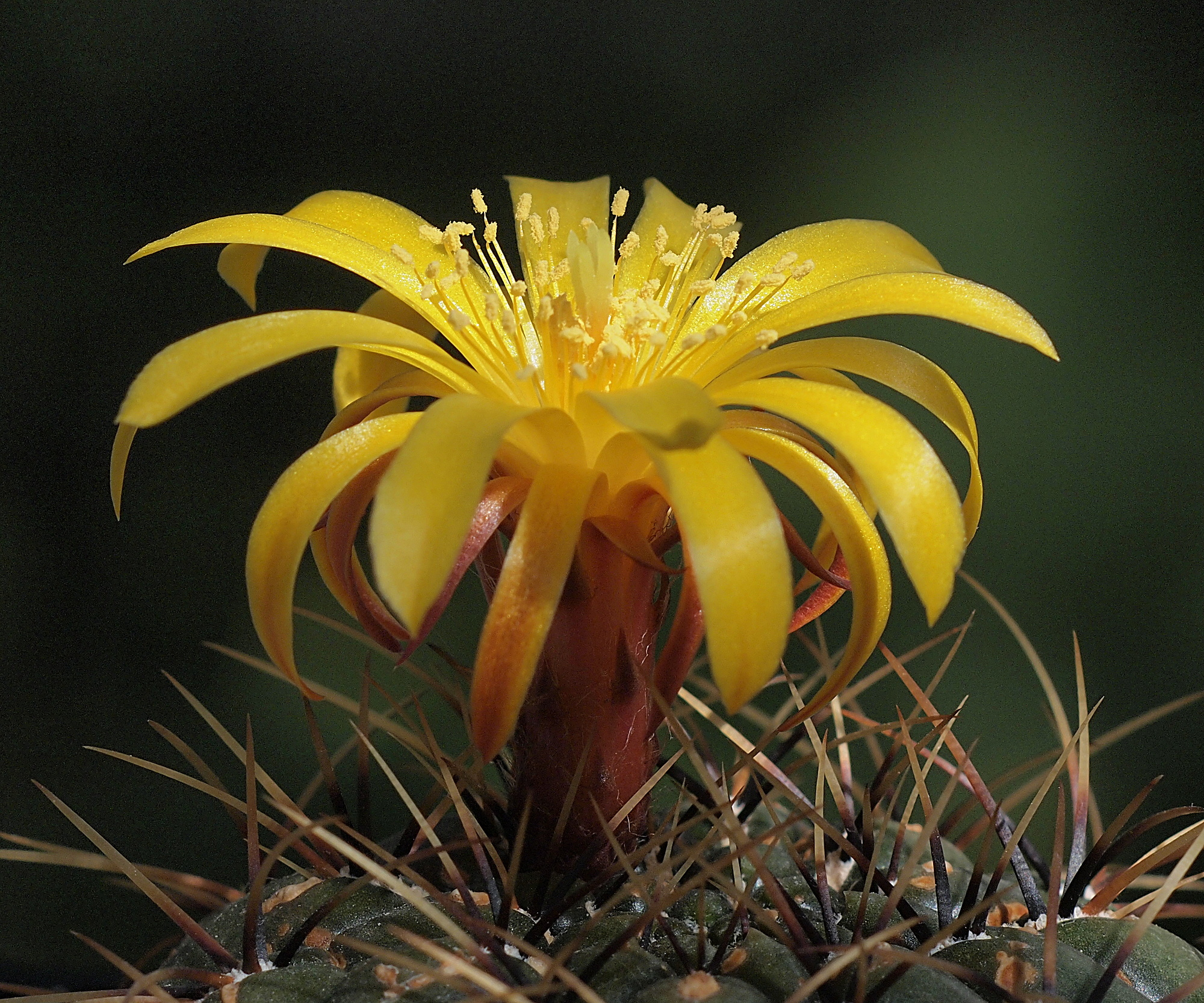
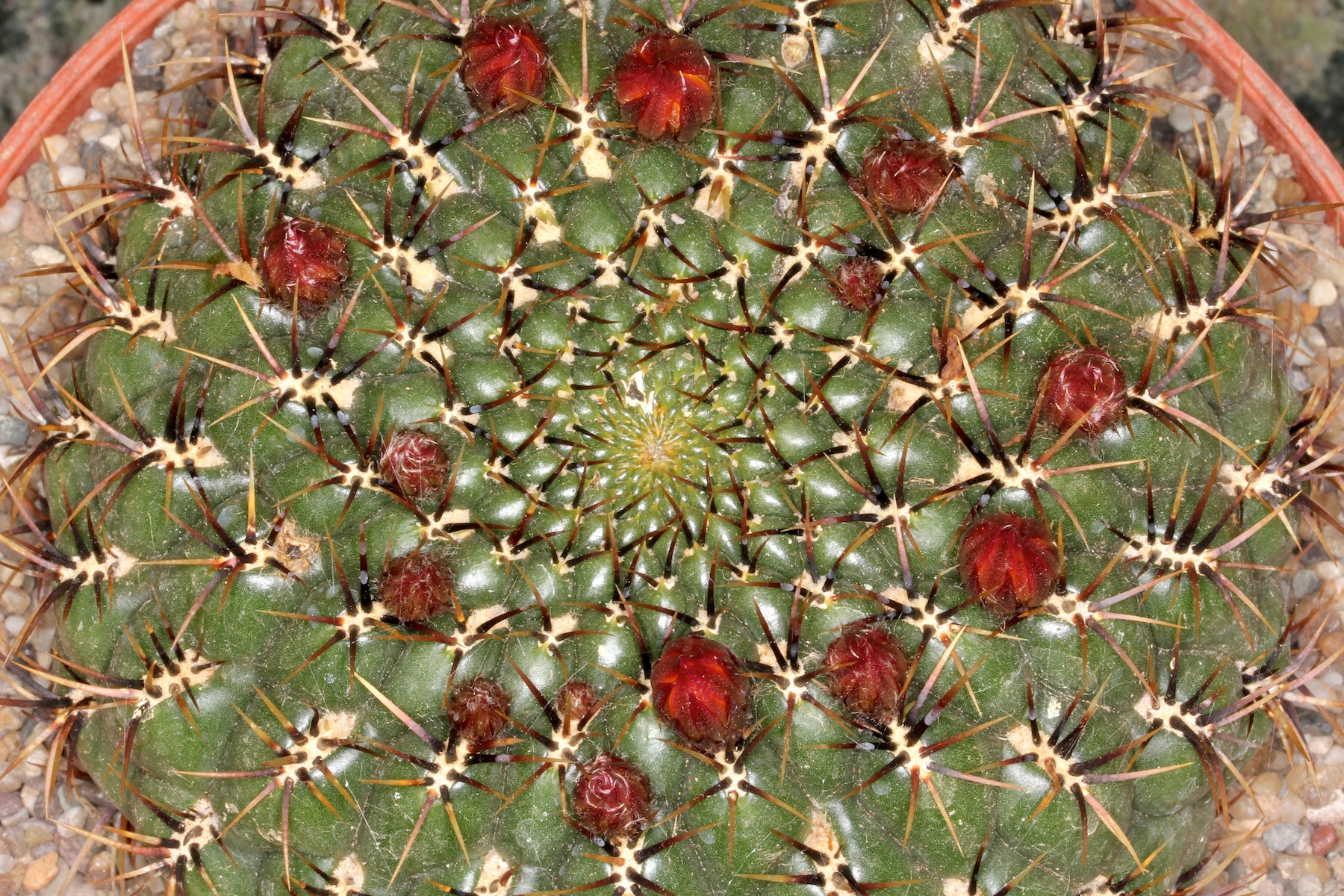
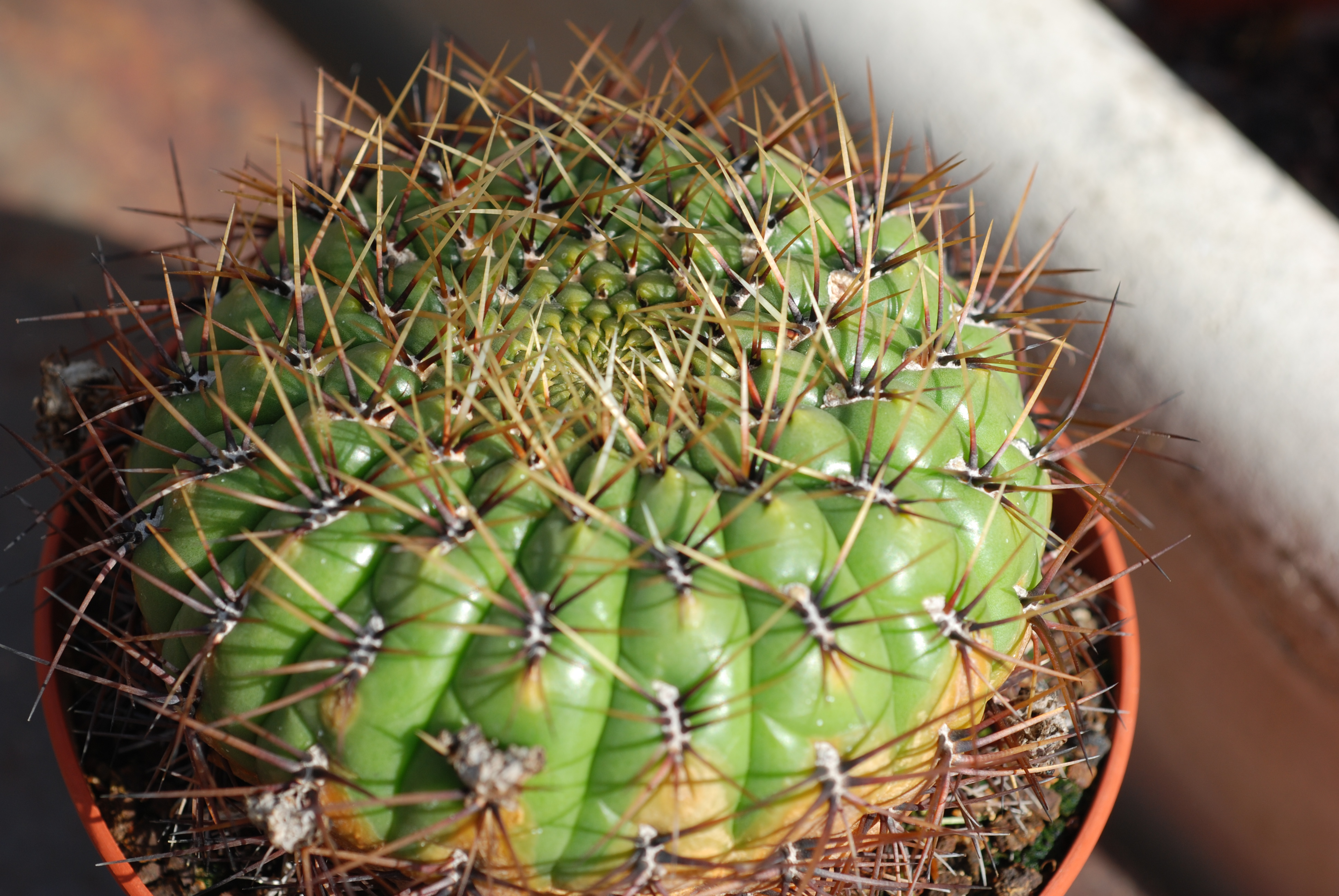
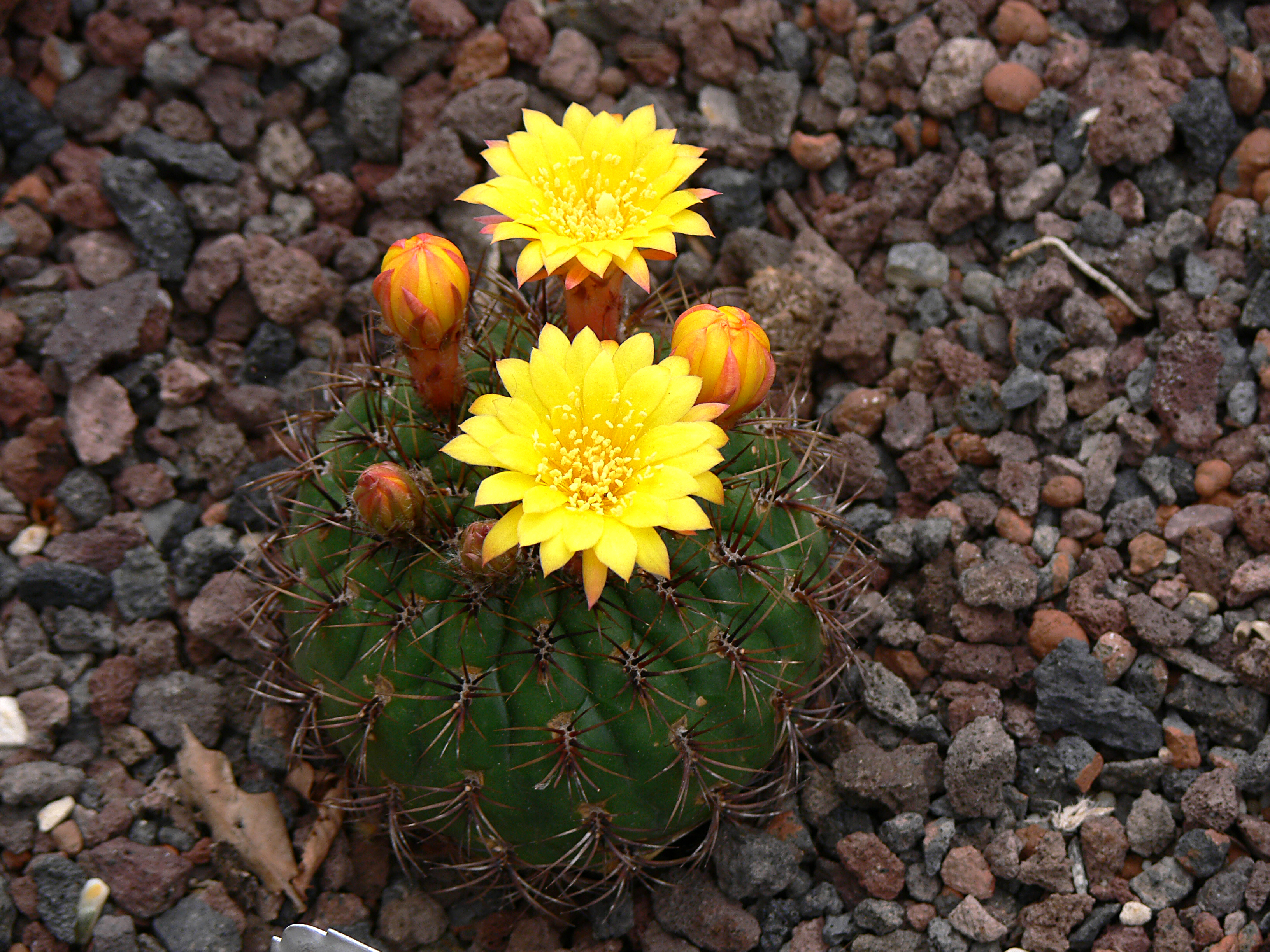
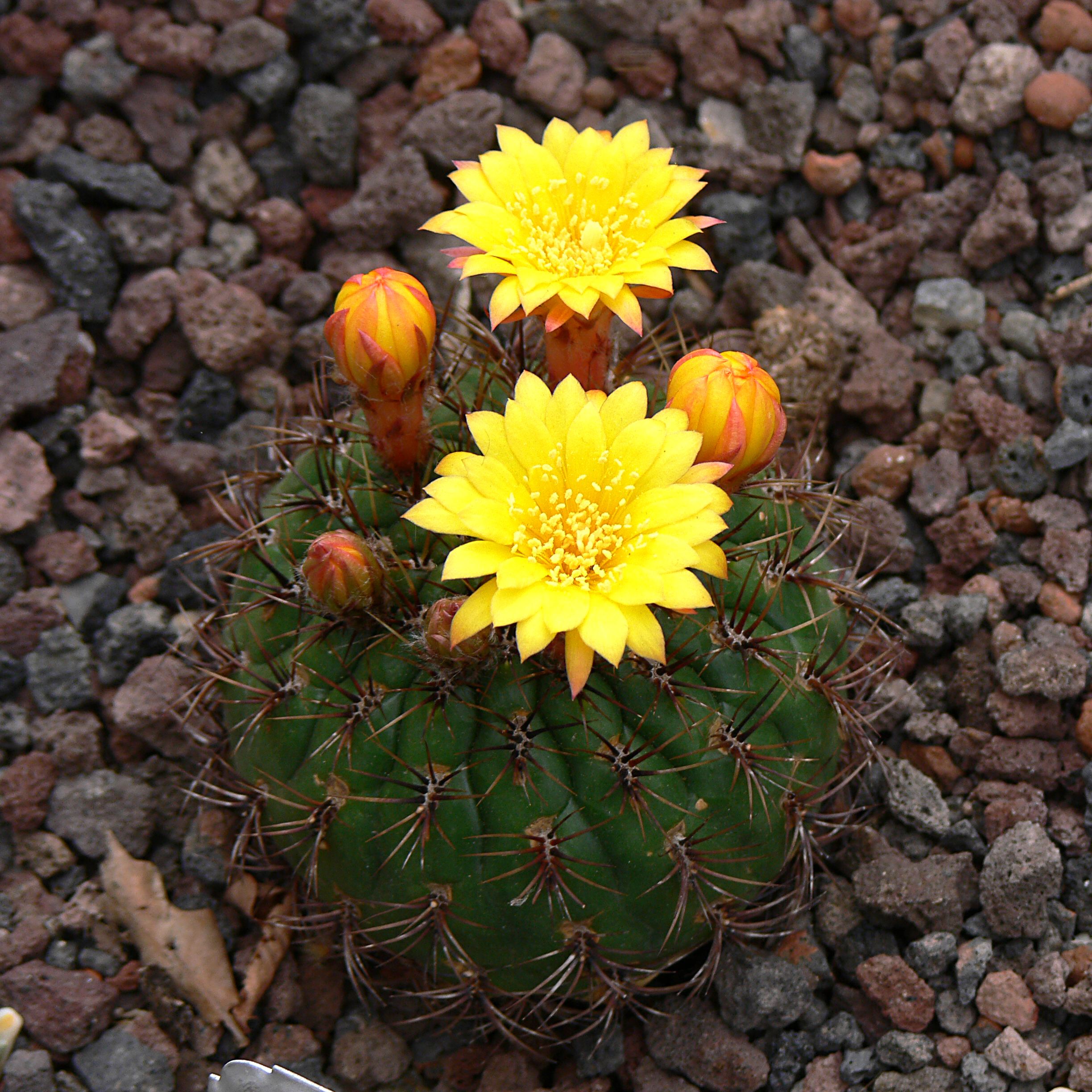
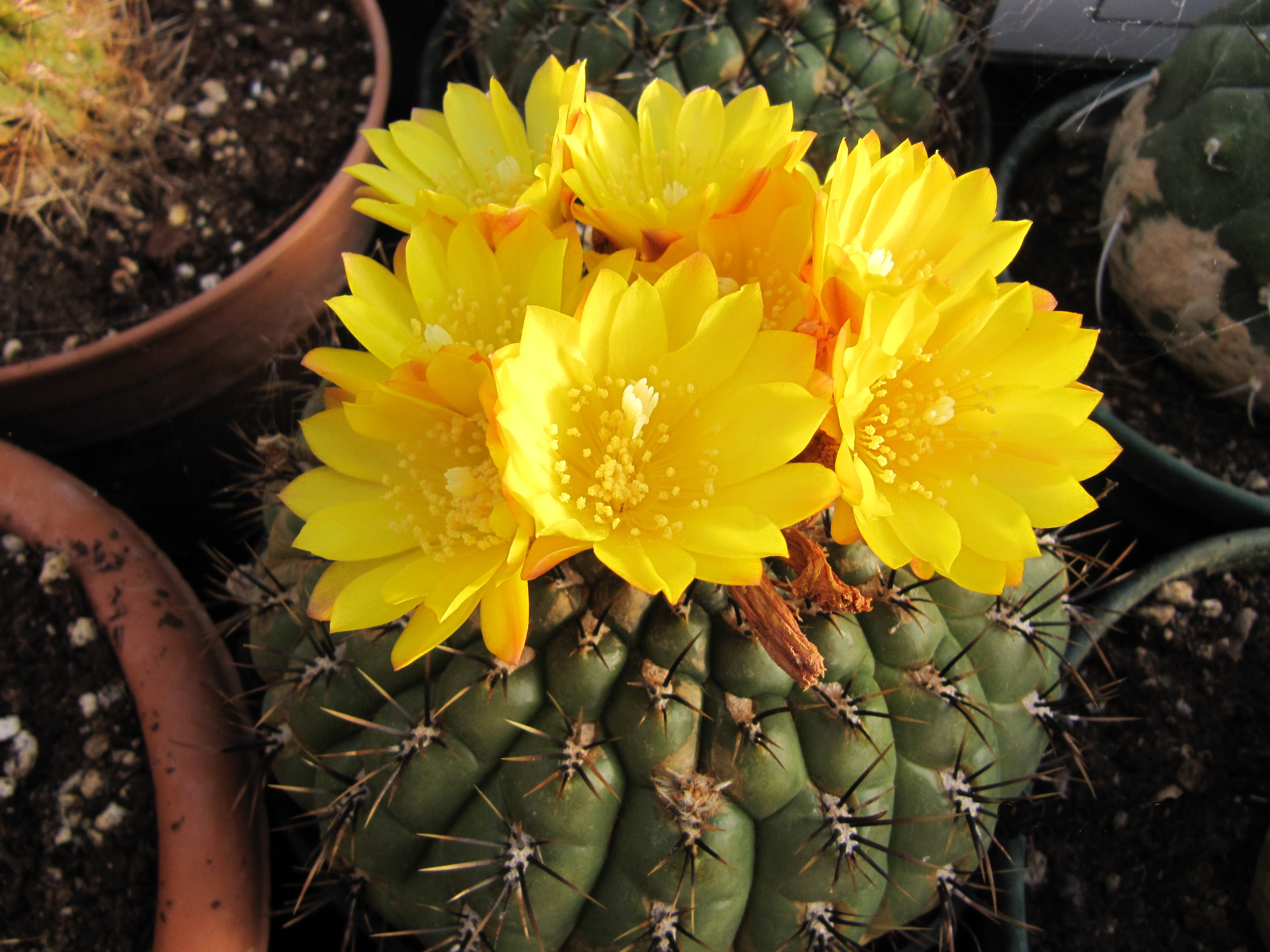